# Эмилио Барзини
Дон Эмилио Барзини (итал. Emilio Barzini) — персонаж романа Марио Пьюзо Крестный отец, глава одной из пяти нью-йоркских семей, основной соперник дона Вито Корлеоне в борьбе за первенство в преступном мире.
В романе Марио Пьюзо Барзини предстает серым кардиналом, главой одного из влиятельнейших мафиозных кланов США.
Одной из причин войны пяти семей Нью-Йорка становятся наркотики, вещь, приходящая в Новый Свет. В отличие от старомодного Вито Корлеоне, Барзини принимает наркотики как неизбежность, и пытается организовать этот новый и огромный бизнес. Он поддерживает основного проводника «белого порошка» в Америку Виргилио Солоццо и его патрона дона Филиппа Татталья в борьбе против Корлеоне, и практически выигрывает войну.
С помощью одного из капореджиме семьи Корлеоне, Сальваторе Тессио, Эмилио Барзини организует встречу с Майклом Корлеоне, на которой собирается убить Майкла. Однако младший сын Корлеоне оказывается предусмотрительней своего соперника. Человек Корлеоне (Альберто Нери) под видом полицейского расстреливает Барзини и его людей, ознаменовав победу семьи Корлеоне над другими семьями Нью-Йорка в кровавой войне.
В фильме   Копполы Барзини драматично застрелен на ступенях здания Верховного Суда Нью-Йорка бойцом Майкла Корлеоне Альберто Нери. Роль дона Эмилио Барзини исполнил Ричард Конте.

## Выдержка из романа
Характеристика  Барзини:

Наиболее близким союзником семейства Татталья был дон Эмилио Барзини. Он контролировал часть игорных домов Бруклина и Куинса. Его специальностью были также проституция и шантаж. Стэйт-Айленд находился полностью в его руках. В Бронксе и Вестчестере он занимался спортивными лотереями. Будучи таким универсалом, он не игнорировал и наркотики. Эмилио Барзини был прочно связан с Кливлендом и Западным берегом и был слишком умен, чтобы интересоваться Лас-Вегасом и Рено — открытыми городами Невады. Были у него свои интересы на Кубе и Майами-Бич. Его семейство было вторым по мощи после семейства Корлеоне в Нью-Йорке, а значит — и во всех Соединенных Штатах. Влиянием своим он не обошел даже Сицилию. В каждом незаконном блюде чувствовалась его рука. Ходили слухи, что он связан с Уолл-стритом. С начала войны он снабжал семейство Татталья деньгами и связями. И его заветной мечтой было занять место дона Корлеоне в качестве наиболее могущественного руководителя мафии и завладеть частью империи Корлеоне. Он во многом напоминал дона Корлеоне, но был куда современнее его, куда деликатнее, куда больше походил на бизнесмена. Его не назовешь старым зазнайкой, и молодые руководители доверяли ему. Среди собравшихся он пользовался, пожалуй, наибольшим уважением.
Оригинальный текст (англ.)
The closest ally to the Tattaglia Family was Don Emilio Barzini. He had some of the gambling in Brooklyn and some in Queens. He had some prostitution. He had strong-arm. He completely controlled Staten Island. He had some of the sports betting in the Bronx and Westchester. He was in narcotics. He had close ties to Cleveland and the West Coast and he was one of the few men shrewd enough to be interested in Las Vegas and Reno, the open cities of Nevada. He also had interests in Miami Beach and Cuba. After the Corleone Family, his was perhaps the strongest in New York and therefore in the country. His influence reached even to Sicily. His hand was in every unlawful pie. He was even rumored to have a toehold in Wall Street. He had supported the Tattaglia Family with money and influence since the start of the war. It was his ambition to supplant Don Corleone as the most powerful and respected Mafia leader in the country and to take over part of the Corleone empire. He was a man much like Don Corleone, but more modern, more sophisticated, more businesslike. He could never be called an old Moustache Pete and he had the confidence of the newer, younger, brasher leaders on their way up. He was a man of great personal force in a cold way, with none of Don Corleone’s warmth and he was perhaps at this moment the most “respected” man in the group.

## Реальный прототип
Наиболее вероятным прототипом дона Барзини является Карло Гамбино — глава одной из Нью-Йоркских семей, выступавший против Джо Бонанно — реального прототипа Вито Корлеоне. Его желание взять под полный контроль нью-йоркскую мафию вдохновлено Вито Дженовезе, который предпринял аналогичную попытку в 1950-х годах, закончившуюся  встречей в Апалачине.